# Dick's Picks Volume 12
Dick's Picks Volume 12 je dvanáctá část série koncertních alb Dick's Picks skupiny Grateful Dead. Album bylo nahráno 26. června 1974 v Providence Civic Center (Providence, Rhode Island) a 28. června 1974 v Boston Garden (Boston, Massachusetts). Album obsahuje i českou skladbu „Škoda lásky“ (v angličtině „Beer Barrel Polka“).

## Seznam skladeb
| Disk 1 | Disk 1              | Disk 1                          | Disk 1 |
| Pořadí | Název               | Autor                           | Délka  |
| ------ | ------------------- | ------------------------------- | ------ |
| 1.     | Jam                 | Grateful Dead                   | 2:29   |
| 2.     | China Cat Sunflower | Garcia, Hunter                  | 14:03  |
| 3.     | I Know You Rider    | traditional                     | 6:11   |
| 4.     | Beer Barrel Polka   | Brown, Timm, Vejvoda, Zeman     | 1:07   |
| 5.     | Truckin'            | Garcia, Hunter, Phil Lesh, Weir | 14:20  |
| 6.     | Spanish Jam         | Grateful Dead                   | 15:13  |
| 7.     | Wharf Rat           | Garcia, Hunter                  | 9:50   |
| 8.     | Sugar Magnolia      | Hunter, Weir                    | 9:52   |

| Disk 2 | Disk 2            | Disk 2         | Disk 2 |
| Pořadí | Název             | Autor          | Délka  |
| ------ | ----------------- | -------------- | ------ |
| 1.     | Eyes of the World | Garcia, Hunter | 11:45  |
| 2.     | Seastones         | Lagin, Lesh    | 4:52   |
| 3.     | Sugar Magnolia    | Hunter, Weir   | 6:12   |
| 4.     | Scarlet Begonias  | Garcia, Hunter | 9:30   |
| 5.     | Big River         | Cash           | 5:43   |
| 6.     | To Lay Me Down    | Garcia, Hunter | 8:23   |
| 7.     | Me & My Uncle     | Phillips       | 3:17   |
| 8.     | Row Jimmy         | Garcia, Hunter | 8:16   |

| Disk 3 | Disk 3                          | Disk 3                 | Disk 3 |
| Pořadí | Název                           | Autor                  | Délka  |
| ------ | ------------------------------- | ---------------------- | ------ |
| 1.     | Weather Report Suite            | Anderson, Barlow, Weir | 14:34  |
| 2.     | Jam                             | Grateful Dead          | 27:53  |
| 3.     | U.S. Blues                      | Garcia, Hunter         | 9:40   |
| 4.     | Promised Land                   | Berry                  | 3:01   |
| 5.     | Goin' Down the Road Feeling Bad | traditional            | 8:23   |
| 6.     | Sunshine Daydream               | Hunter, Weir           | 4:45   |
| 7.     | Ship of Fools                   | Garcia, Hunter         | 6:38   |

## Sestava
- Jerry Garcia – sólová kytara, zpěv
- Phil Lesh – basová kytara, zpěv
- Bob Weir – rytmická kytara, zpěv
- Donna Jean Godchaux – zpěv
- Keith Godchaux – klávesy
- Bill Kreutzmann – bicí, perkuse